# Gibbium psyllioides
Gibbium psyllioides is een keversoort uit de familie klopkevers (Ptinidae). De wetenschappelijke naam van de soort werd in 1778 gepubliceerd door Czempinski.